# Ligue A Masculina de 2020–21
A Ligue A Masculina de 2020–21 foi a 81.ª edição da primeira divisão do campeonato francês de voleibol, competição esta organizada pela Ligue Nationale de Volley (LNV) sob a égide da Federação Francesa de Voleibol (em francês:  Fédération Française de Volley-Ball, FFVB). A competição foi disputada de 2 de outubro de 2020 a 25 de abril de 2021 e contou com a participação de 14 equipes francesas.
O Cambrai Volley juntou-se à primeira divisão, enquanto o Rennes Volley 35 não foi autorizado a jogar o campeonato devido a problemas financeiros.
Os jogos consistiram na fase qualificatória e na fase dos playoffs, fase essa na qual foram disputadas as quartas de final, as semifinais e as finais.
Pela décima vez o AS Cannes sagrou-se campeão da França, derrotando o Chaumont Volley-Ball 52 na série "melhor de três". O GFCO Ajaccio foi rebaixado para disputar a temporada 2021–22 na Ligue B. O central francês Nicolas Le Goff foi eleito o melhor jogador da competição.

## Equipes participantes
| Equipe                  | Cidade      | Temporada 2019–20  |
| ----------------------- | ----------- | ------------------ |
| Tours Volley-Ball       | Tours       | Campeão            |
| Chaumont Volley-Ball 52 | Chaumont    | 4º                 |
| Poitiers Volley         | Poitiers    | 7º                 |
| Arago de Sète           | Sète        | 11º                |
| AS Cannes               | Cannes      | 6º                 |
| Paris Volley            | Paris       | 9º                 |
| Nantes Rezé MV          | Nantes–Rezé | 5º                 |
| Montpellier UC          | Montpellier | Vice-campeão       |
| Tourcoing LM            | Tourcoing   | 12º                |
| GFCO Ajaccio            | Ajaccio     | 10º                |
| Spacer's de Toulouse    | Toulouse    | 8º                 |
| Narbonne Volley         | Narbona     | 13º                |
| Nice Volley-Ball        | Nice        | 14º                |
| Cambrai Volley          | Cambrai     | Campeão da Ligue B |

Observações:
- O Rennes Volley 35, devido a problemas financeiros, não foi licenciado a jogar a competição.[4] Por este motivo, o direito de jogar na Ligue A manteve-se ao Nice Volley-Ball.

## Fase classificatória

### Classificação
- Vitória por 3–0 ou 3–1: 3 pontos para o vencedor;
- Vitória por 3–2: 2 pontos para o vencedor e 1 ponto para o perdedor.
- Não comparecimento, a equipe perde 3 pontos.
- Em caso de igualdade por pontos, os seguintes critérios servem como desempate: número de vitórias, média de sets e média de pontos.

|  | Classificado para as quartas de final |
|  | Rebaixado para Ligue B de 2021–22     |

|     |                         |     | Jogos | Jogos | Jogos | Resultados | Resultados | Resultados | Resultados | Resultados | Resultados | Sets | Sets | Sets  | Pontos | Pontos | Pontos |
| Pos | Equipe                  | Pts | T     | V     | D     | 3–0        | 3–1        | 3–2        | 2–3        | 1–3        | 0–3        | V    | P    | R     | V      | P      | R      |
| --- | ----------------------- | --- | ----- | ----- | ----- | ---------- | ---------- | ---------- | ---------- | ---------- | ---------- | ---- | ---- | ----- | ------ | ------ | ------ |
| 1   | Montpellier UC          | 57  | 26    | 21    | 5     | 11         | 5          | 5          | 2          | 1          | 2          | 68   | 30   | 2.267 | 2243   | 2031   | 1.104  |
| 2   | AS Cannes               | 55  | 26    | 20    | 6     | 8          | 5          | 7          | 2          | 0          | 4          | 64   | 37   | 1.730 | 2326   | 2215   | 1.050  |
| 3   | Narbonne Volley         | 53  | 26    | 17    | 9     | 8          | 8          | 1          | 3          | 3          | 3          | 60   | 37   | 1.622 | 2239   | 2143   | 1.045  |
| 4   | Chaumont Volley-Ball 52 | 51  | 26    | 16    | 10    | 6          | 7          | 3          | 6          | 4          | 0          | 64   | 43   | 1.488 | 2432   | 2203   | 1.104  |
| 5   | Tours Volley-Ball       | 49  | 26    | 16    | 10    | 8          | 5          | 3          | 4          | 4          | 2          | 60   | 41   | 1.463 | 2301   | 2235   | 1.030  |
| 6   | Cambrai Volley          | 44  | 26    | 15    | 11    | 5          | 6          | 4          | 3          | 4          | 4          | 55   | 47   | 1.170 | 2283   | 2283   | 1,000  |
| 7   | Tourcoing LM            | 42  | 26    | 14    | 12    | 7          | 5          | 2          | 2          | 3          | 7          | 49   | 45   | 1.089 | 2141   | 2106   | 1.017  |
| 8   | Poitiers Volley         | 41  | 26    | 14    | 12    | 3          | 5          | 6          | 5          | 4          | 3          | 56   | 53   | 1.057 | 2443   | 2399   | 1.018  |
| 9   | Arago de Sète           | 39  | 26    | 13    | 13    | 5          | 4          | 4          | 4          | 3          | 6          | 50   | 51   | 0.980 | 2246   | 2259   | 0.994  |
| 10  | Paris Volley            | 32  | 26    | 10    | 16    | 2          | 5          | 3          | 5          | 7          | 4          | 47   | 59   | 0.797 | 2351   | 2437   | 0.965  |
| 11  | Spacer's de Toulouse    | 26  | 26    | 11    | 15    | 3          | 1          | 7          | 0          | 7          | 8          | 40   | 60   | 0.667 | 2161   | 2269   | 0.952  |
| 12  | Nice Volley-Ball        | 18  | 26    | 5     | 21    | 2          | 0          | 3          | 6          | 7          | 8          | 34   | 69   | 0.493 | 2215   | 2380   | 0.931  |
| 13  | Nantes Rezé MV          | 18  | 26    | 6     | 20    | 0          | 2          | 4          | 7          | 7          | 6          | 39   | 70   | 0.557 | 2288   | 2522   | 0.907  |
| 14  | GFCO Ajaccio            | 14  | 26    | 4     | 22    | 0          | 3          | 1          | 3          | 8          | 11         | 26   | 71   | 0.366 | 2050   | 2311   | 0.887  |

1. ↑  A equipe foi penalizada em 3 (três) pontos por não disputar a última partida do campeonato contra o Cambrai Volley.
2. ↑  A equipe foi penalizada em 3 (três) pontos por não disputar a última partida do campeonato contra o Chaumont Volley-Ball 52.

## Playoffs
|  | Quartas de final | Quartas de final  | Quartas de final        | Quartas de final | Quartas de final |                 |                         | Semifinais     | Semifinais     | Semifinais     | Semifinais     | Semifinais     |  |  | Final          | Final                   | Final          | Final          | Final          | Final          | Final          |
|  | 3–11 de abril    | 3–11 de abril     | 3–11 de abril           | 3–11 de abril    | 3–11 de abril    |                 |                         | 14–18 de abril | 14–18 de abril | 14–18 de abril | 14–18 de abril | 14–18 de abril |  |  | 21–25 de abril | 21–25 de abril          | 21–25 de abril | 21–25 de abril | 21–25 de abril | 21–25 de abril | 21–25 de abril |
|  |                  |                   |                         |                  |                  |                 |                         |                |                |                |                |                |  |  |                |                         |                |                |                |                |                |
|  | 1°               | Montpellier UC    | 3                       | 3                |                  |                 |                         |                |                |                |                |                |  |  |                |                         |                |                |                |                |                |
|  | 8°               | Poitiers Volley   | 0                       | 0                |                  |                 |                         |                |                |                |                |                |  |  |                |                         |                |                |                |                |                |
|  | 8°               | Poitiers Volley   | 0                       | 0                |                  | 1°              | Montpellier UC          | 1              | 3              | 2              |                |                |  |  |                |                         |                |                |                |                |                |
|  |                  |                   |                         |                  |                  | 1°              | Montpellier UC          | 1              | 3              | 2              |                |                |  |  |                |                         |                |                |                |                |                |
|  |                  | 4°                | Chaumont Volley-Ball 52 | 3                | 1                | 3               |                         |                |                |                |                |                |  |  |                |                         |                |                |                |                |                |
|  | 4°               | 4°                | Chaumont Volley-Ball 52 | 3                | 1                | 3               | Chaumont Volley-Ball 52 | 3              | 3              |                |                |                |  |  |                |                         |                |                |                |                |                |
|  | 4°               |                   |                         |                  |                  |                 | Chaumont Volley-Ball 52 | 3              | 3              |                |                |                |  |  |                |                         |                |                |                |                |                |
|  | 5°               | Tours Volley-Ball | 2                       | 0                |                  |                 |                         |                |                |                |                |                |  |  |                |                         |                |                |                |                |                |
|  |                  |                   |                         |                  |                  |                 |                         |                |                |                |                |                |  |  | 4°             | Chaumont Volley-Ball 52 | 3              | 2              | 2              |                |                |
|  |                  |                   | 2º                      | AS Cannes        | 1                | 3               | 3                       |                |                |                |                |                |  |  |                |                         |                |                |                |                |                |
|  | 2ª               | AS Cannes         | 3                       | 1                | 3                |                 |                         |                |                |                |                |                |  |  |                |                         |                |                |                |                |                |
|  | 7°               | Tourcoing LM      | 2                       | 3                | 2                |                 |                         |                |                |                |                |                |  |  |                |                         |                |                |                |                |                |
|  | 7°               | Tourcoing LM      | 2                       | 3                | 2                |                 | 2ª                      | AS Cannes      | 3              | 3              |                |                |  |  |                |                         |                |                |                |                |                |
|  |                  |                   |                         |                  |                  |                 | 2ª                      | AS Cannes      | 3              | 3              |                |                |  |  |                |                         |                |                |                |                |                |
|  |                  | 6º                | Cambrai Volley          | 1                | 2                |                 |                         |                |                |                |                |                |  |  |                |                         |                |                |                |                |                |
|  | 3º               | 6º                | Cambrai Volley          | 1                | 2                | Narbonne Volley | 0                       | 1              |                |                |                |                |  |  |                |                         |                |                |                |                |                |
|  | 3º               |                   |                         |                  |                  | Narbonne Volley | 0                       | 1              |                |                |                |                |  |  |                |                         |                |                |                |                |                |
|  | 6º               | Cambrai Volley    | 3                       | 3                |                  |                 |                         |                |                |                |                |                |  |  |                |                         |                |                |                |                |                |

Fonte: LNV – Data Project

## Classificação final
| Posição | Equipe                  | Classificação                |
| ------- | ----------------------- | ---------------------------- |
| 1       | AS Cannes               | Liga dos Campeões de 2021–22 |
| 2       | Chaumont Volley-Ball 52 | Copa CEV de 2021–22          |
| 3       | Montpellier UC          | Copa CEV de 2021–22          |
| 4       | Narbonne Volley         | Copa Challenge de 2021–22    |
| 5       | Tours Volley-Ball       | Ligue A de 2021–22           |
| 6       | Cambrai Volley          | Ligue A de 2021–22           |
| 7       | Tourcoing LM            | Ligue A de 2021–22           |
| 8       | Poitiers Volley         | Ligue A de 2021–22           |
| 9       | Arago de Sète           | Ligue A de 2021–22           |
| 10      | Paris Volley            | Ligue A de 2021–22           |
| 11      | Spacer's de Toulouse    | Ligue A de 2021–22           |
| 12      | Nice Volley-Ball        | Ligue A de 2021–22           |
| 13      | Nantes Rezé MV          | Ligue A de 2021–22           |
| 14      | GFCO Ajaccio            | Ligue B de 2021–22           |

## Premiação
| Ligue A de 2020–21                          |
| ------------------------------------------- |
| AS Cannes Volley-ball Campeão (10.º título) |